# Marc Coma
Marc Coma (Avià, 7 ottobre 1976) è un pilota motociclistico e copilota di rally spagnolo ritiratosi dall'attività agonistica, specializzato nei rally raid.

## Carriera
Marc Coma vince il suo primo titolo di campione spagnolo enduro junior 175 cm³ nel 1995. Nel 2002 debutta nel Rally Dakar arrivando 6º in classifica generale; ci riprova negli anni successivi arrivando 2º nel 2005 e vincendo la gara l'anno successivo. Replica nel 2009 quando il Rally si corre per la prima volta in Sudamerica, sempre a bordo di una KTM.
Trionfa anche 2011, 2014 e 2015. Contestualmente si aggiudica anche cinque edizioni del Sardegna Rally Race.
Nel 2015, decide di ritirarsi dall'attività agonistica, iniziando a ricoprire il ruolo di direttore tecnico della Dakar.
Nel 2020 affiancò Fernando Alonso al Rally Dakar 2020 ricoprendo il ruolo di copilota.

## Risultati al Rally Dakar
| Anno | Classe | Vettura | Pos. | TV |
| ---- | ------ | ------- | ---- | -- |
| 2002 | Moto   | Suzuki  | Rit  | 0  |
| 2003 | Moto   | KTM     | 18º  | 0  |
| 2004 | Moto   | KTM     | Rit  | 0  |
| 2005 | Moto   | KTM     | 2º   | 1  |
| 2006 | Moto   | KTM     | 1º   | 0  |
| 2007 | Moto   | KTM     | Rit  | 3  |
| 2009 | Moto   | KTM     | 1º   | 3  |
| 2010 | Moto   | KTM     | 15º  | 4  |
| 2011 | Moto   | KTM     | 1º   | 5  |
| 2012 | Moto   | KTM     | 2º   | 5  |
| 2014 | Moto   | KTM     | 1º   | 2  |
| 2015 | Moto   | KTM     | 1º   | 2  |
| 2020 | Auto   | Toyota  | 13º  | 0  |